# 阳城光黑腹菌
阳城光黑腹菌（学名：Alpova yangchengensis）是属于牛肝菌目黑腹菌科光黑腹菌属的一种担子菌。该种分布于中国。